# A PlaneÁrium
A PlaneÁrium (Roger Ebert Should Lay Off the Fatty Foods) a South Park című rajzfilmsorozat 24. része (a 2. évad 11. epizódja). Elsőként 1998. szeptember 2-án sugározták az Egyesült Államokban.

## Cselekmény
A gyerekek iskolai kirándulást tesznek a planetáriumba, Cartman pedig izgatott lesz, mert egy reklám szerint a Sajtos Pufi reklámválogatását épp a planetárium előtt tartják. A tanulók unalmasnak találják a „planeÁrium”-ot (ahogyan a planetárium igazgatója, Dr. Adams mondja  – aki egy rejtélyes betegség miatt nem tudja kiejteni a „t” betűt a szóban), de a látogatás után különös módon megszeretik és mindenki önkéntesnek akar jelentkezni, hogy ott dolgozhasson. Hamarosan kiderül, hogy a doktor agymosást hajtott végre rajtuk.
Cartman végül elénekli a Sajtos Pufi dalt és bekerül a döntőbe, ahol addig ügyeskedik, amíg háttérbe nem szorítja a többi versenyzőt és meg nem nyeri a versenyt (habár a reklámban csupán egyetlen szó erejéig szerepel). 
Mr. Mackey eközben ősi pszichológiai módszert, ún. „agyfolyam”-ot alkalmaz egy Van Gelder nevű srácon, aki az iskolabusszal megszökött a planetáriumból. Gólem nővérrel együtt hamarosan megtudják a szörnyű igazságot az agymosó szerkezetről és a planetáriumhoz sietnek, hogy még időben megállítsák Dr. Adams-et. A végső leszámolás során Stan, Kyle, Mr. Mackey és Gólem nővér áll szemben Dr. Adamsszel és Barbrady rendőrrel (aki egy agymosás után Elvis Presley-nek hiszi magát). Dr. Adams azonban elfogja és lekötözi őket, hogy az ő agyukat is kimossa.
Hirtelen azonban megjelenik Cartman, aki roppant mérges, amiért a többiek elszalasztották az első reklámszereplését és dühét a kivetítőn tölti ki – ezzel az összes sugárzást Dr. Adams agyába küldve. Dr. Adams ettől tudattalan bábbá változik, Cartman pedig büszkén kijelenti, hogy nem csupán a tévében szerepelt, de végül a nap hősévé is vált.

## Kenny halála
- Stan és Kyle próbál rájönni az agymosó gép működésére, ezért Kennyt beküldik a vetítőterembe, miközben ők a gép erősségét állítgatják. A legmagasabb fokozatnál azonban Kenny feje szétrobban.

## Utalások a Star Trekre
- Az epizód egésze "A gonoszságirtó-gép" ("Dagger of the Mind") című 1966-os Star Trek-részt parodizálja és a vendégszereplők nevei is ebből az epizódból származnak.
- Az önkéntesek egyenruhája hasonlít arra, melyet a Star Trek epizódban az elmegyógyintézet személyzete viselt.
- A Mr. Mackey által végzett tudategyesítés szintén utalás a Star Trekre. Az eredeti epizódban ez egy ősi vulkáni technika, mellyel Spock kísérli meg feltárni Van Gelder elméjét.
- A planetárium neve "Tantalus V Observatory", célzás az epizód helyszínéül szolgáló Tantalus V bolygóra, ahol az elmegyógyintézet található.
- Az egyik riporter neve "Ázsiai férfi, aki meglepően hasonlít Ricardo Montalbanra" (habár a magyar nyelvű változatban Robert de Nirónak fordították). Montalban alakította a Star Trek egyik legismertebb főgonoszát, Khan Noonien Singh-et az eredeti sorozat "Az alvó oroszlán" ("Space Seed") című epizódjában, majd a Star Trek II: Khan haragja című mozifilmben.
- Van Gelder (a fiú, aki megszökik a planetáriumból) szintén utalás az eredeti Star Trek epizódban szereplő agymosott orvosra.
- Miután Dr. Adams-t a saját gépe megsebesíti, Kyle megjegyzi: "El tudod képzelni, Stan? Egy tudat... teljesen kiürítve". A mondat – hasonló szavakkal és hanghordozással – Kirk kapitány szájából hangzik el az eredeti epizód végén.
- A planetárium bejáratánál a Star Trek egyik leghíresebb szállóigéje, a "Beam me up, Scotty" ("Scotty, sugározz fel") látható latinul.

## Egyéb utalások
- Az egyik csillagkép Roger Ebert amerikai filmkritikust ábrázolja, mogorva arccal és lefelé fordított hüvelykujjal (a magyar fordításban különös módon Mézga Gézaként céloznak rá). Egyébként Roger Ebert – akire az epizód eredeti címe is utal – nem írt túlzottan kedvező kritikákat a South Park – Nagyobb, hosszabb és vágatlan és az Amerika kommandó: Világrendőrség című Trey Parker – Matt Stone produkciókról.
- A buszra menekült Van Gelder jelenete kísértetiesen hasonlít a "Texasi Láncfűrészes" menekülős jelenetére, amiben az áldozat fejbe lövi magát.

## Érdekesség
- Ez az első rész, amiben a magyar hangokat saját maguk mondják be, illetve a stábot a becenevükön nevezik.